# Phillips Idowu
Phillips Olaosebikan Idowu (Hackney, 30 december 1978) is een Britse atleet, die is gespecialiseerd in het hink-stap-springen. Hij werd tweemaal wereldkampioen (eenmaal outdoor en eenmaal indoor) en tweemaal Europees kampioen (eenmaal outdoor en eenmaal indoor) in deze discipline. Ook nam hij viermaal deel aan de Olympische Spelen en won hierbij in totaal één zilveren medaille.

## Biografie
Op de Olympische Spelen van 2000 in Sydney werd Idowu zesde. Twee jaar later werd hij vijfde op het EK 2002, een plaats die hij ook zou behalen op het EK 2006. Hij won een zilveren medaille op de Gemenebestspelen in 2002, met een nieuw persoonlijk record van 17,68 m. Hij werd verslagen door wereldrecordhouder Jonathan Edwards.
Hij won een gouden medaille op de Gemenebestspelen 2006 in Melbourne. In afwezigheid van 's werelds beste hink-stap-springer Christian Olsson versloeg Idowu op de Europese kampioenschappen indooratletiek 2007 landgenoot Nathan Douglas (17.47) en won goud met een sprong van 17,56. Hij sprong hiermee 12 cm verder dan de beste wereldjaarprestatie van Olsson eerder dat jaar.
Op 15 juni 2007 versloeg Phillips Idowu tijdens de Bislett Games in Oslo Christian Olsson (brons) met 3 cm in een sprong van 17,35. Zijn beste prestatie behaalde hij in 2010. Met een sprong van 17,81 versloeg hij topfavoriet Teddy Tamgho op het EK in het Spaanse Barcelona.
Op de Olympische Zomerspelen 2012 in Londen werd hij uitgeschakeld in de kwalificatieronde met een beste poging van 16,53 m.
Phillips Idowu besloot in juli 2013 (voorlopig) te stoppen met atletiek. Hij nam deze beslissing na een mislukt seizoen waarin hij niet verder sprong dan 16,44 m en zich niet kon kwalificeren voor de Europese Teamkampioenschappen in Gateshead.
Idowu is aangesloten bij de Belgrave Harriers in Wimbledon.

Phillips tijdens de Olympische Spelen van Peking

## Titels
- Wereldkampioen hink-stap-springen - 2009
- Wereldindoorkampioen hink-stap-springen - 2008
- Europees kampioen hink-stap-springen - 2010
- Europees indoorkampioen hink-stap-springen - 2007
- Brits AAA kampioen hink-stap-springen - 2000, 2002, 2006
- Brits AAA indoorkampioen hink-stap-springen - 2005
- Brits universiteitskampioen hink-stap-springen - 1998
- AAA kampioen (U23) hink-stap-springen - 1999

## Persoonlijke records
Outdoor
| Onderdeel          | Prestatie | Datum            | Plaats    |
| ------------------ | --------- | ---------------- | --------- |
| 100 m              | 10,60 s   | 25 februari 2006 | Ballarat  |
| verspringen        | 7,56 m    | 11 juni 2006     | Gateshead |
| hink-stap-springen | 17,81 m   | 29 juli 2010     | Barcelona |

Indoor
| Onderdeel          | Prestatie | Datum           | Plaats     |
| ------------------ | --------- | --------------- | ---------- |
| 60 m               | 6,81 s    | 31 januari 2004 | Carshalton |
| hink-stap-springen | 17,75 m   | 9 maart 2008    | Valencia   |

## Palmares

### hink-stap-springen
Kampioenschappen
- 2000: 6e OS - 17,08 m
- 2001: 9e WK - 16,60 m
- 2002:  Gemenebestspelen - 17,68 m
- 2002: 5e EK - 16,92 m
- 2002: 7e Grand Prix Finale - 16,35 m
- 2004:  Europacup - 17,10 s
- 2004: NM OS (in kwal. 17,33 m)
- 2005: 5e in kwal. EK indoor - 16,44 m
- 2006:  Gemenebestspelen - 17,45 m
- 2006: 5e EK - 17,02 m
- 2007:  EK indoor - 17,56 m
- 2007: 6e WK - 17,09 m
- 2008:  WK indoor - 17,75 m
- 2008:  OS - 17,62 m
- 2009:  Europese Teamkamp. - 17,50 m
- 2009:  WK - 17,73 m
- 2010:  EK - 17,81 m
- 2011:  WK - 17,77 m
- 2012: 8e in kwal. OS - 16,53 m

Golden League-podiumplekken
- 2002:  ISTAF – 17,23 m
- 2007:  Bislett Games – 17,35 m
- 2009:  Meeting Areva – 17,17 m

Diamond League-podiumplekken
- 2010:  Adidas Grand Prix – 17,31 m
- 2010:  British Grand Prix – 17,38 m
- 2011:   Diamond League - 18 p
- 2011:  Golden Gala – 17,59 m
- 2011:  Adidas Grand Prix – 16,67 m
- 2011:  Athletissima – 17,52 m
- 2011:  British Grand Prix – 17,54 m
- 2011:  Herculis – 17,36 m
- 2011:  Aviva London Grand Prix – 17,07 m
- 2012:  Shanghai Golden Grand Prix – 17,24 m
- 2012:  Prefontaine Classic – 17,05 m

## Onderscheidingen
- Europees atleet van het jaar - 2009

1983 Zdzisław Hoffmann ·
1987 Christo Markov ·
1991 Kenny Harrison ·
1993 Mike Conley ·
1995 Jonathan Edwards ·
1997 Yoelbi Quesada ·
1999 Charles Friedek ·
2001 Jonathan Edwards ·
2003 Christian Olsson ·
2005 Walter Davis ·
2007 Nelson Évora ·
2009 Phillips Idowu ·
2011 Christian Taylor ·
2013 Teddy Tamgho ·
2015 Christian Taylor ·
2017 Christian Taylor ·
2019 Christian Taylor ·
2022 Pedro Pablo Pichardo ·
2023 Hugues Fabrice Zango